# Leste brun
Sympecma fusca
Espèce
Statut de conservation UICN

 LC  : Préoccupation mineure
Le leste brun (Sympecma fusca) ou brunette hivernale, est une petite espèce de libellules (demoiselles) de la famille des Lestidae, originaire d'Eurasie. De couleur brune, cette espèce a la particularité de voir ses imagos hiverner.

## Historique et dénomination
L'espèce Sympecma fusca a été décrite par l'entomologiste belge Pierre Léonard Vander Linden en 1820, sous le nom initial d'Agrion fuscum. La localité type est la Silésie. Reclassé dans le genre Sympecma Burmeister, 1839 par Selys en 1840 .

### Synonymie
- Agrion fuscum Vander Linden, 1820 Protonyme
- Agrion phallatum Charpentier 1825 [3]
- Lestes fusca Selys & Hagen 1850 [4]
- Sympecma aragonensis Navás, 1927

### Noms vernaculaires
- Brunette hivernale
- Leste brun

## Description

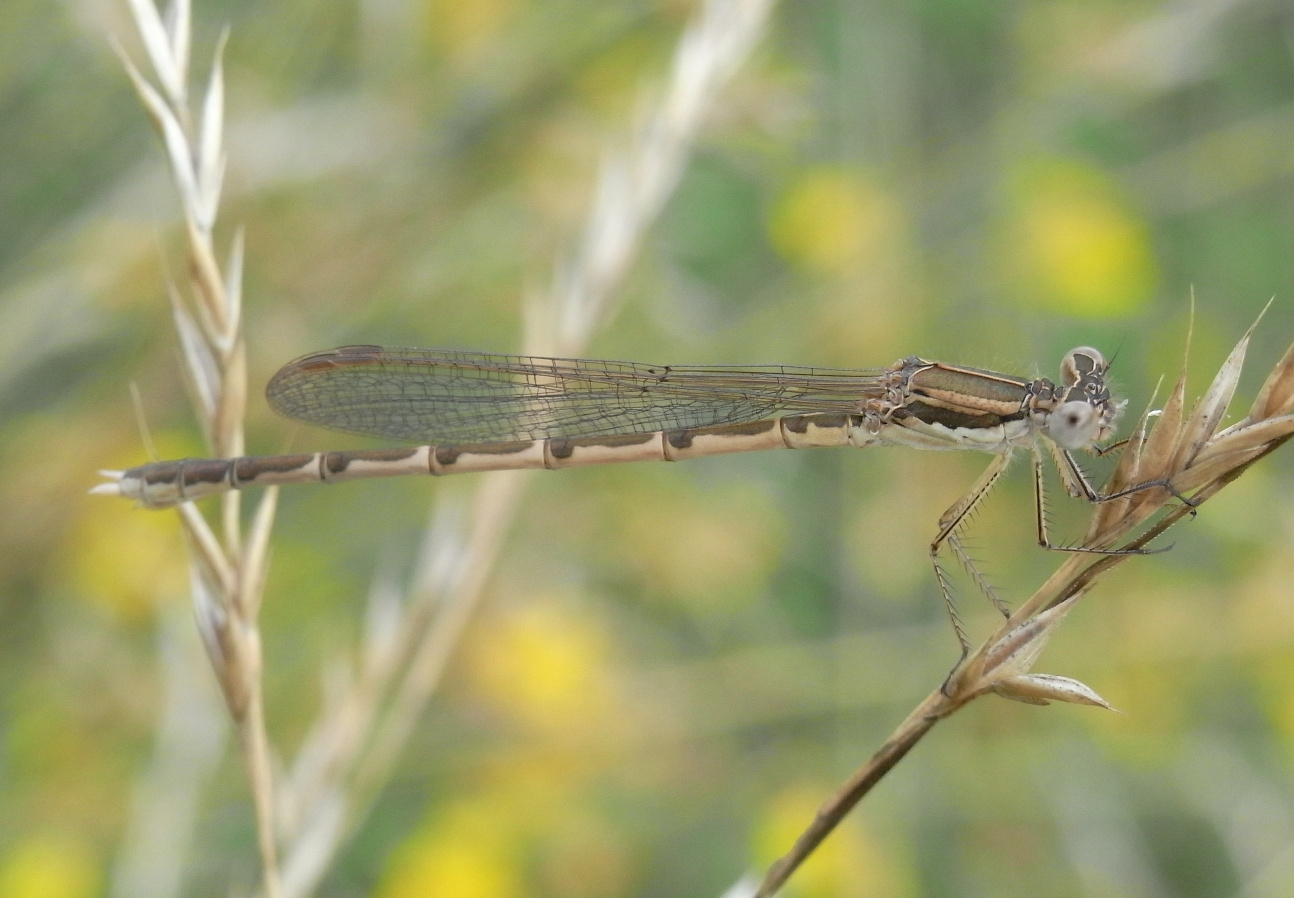
♀ à Hambourg, Allemagne
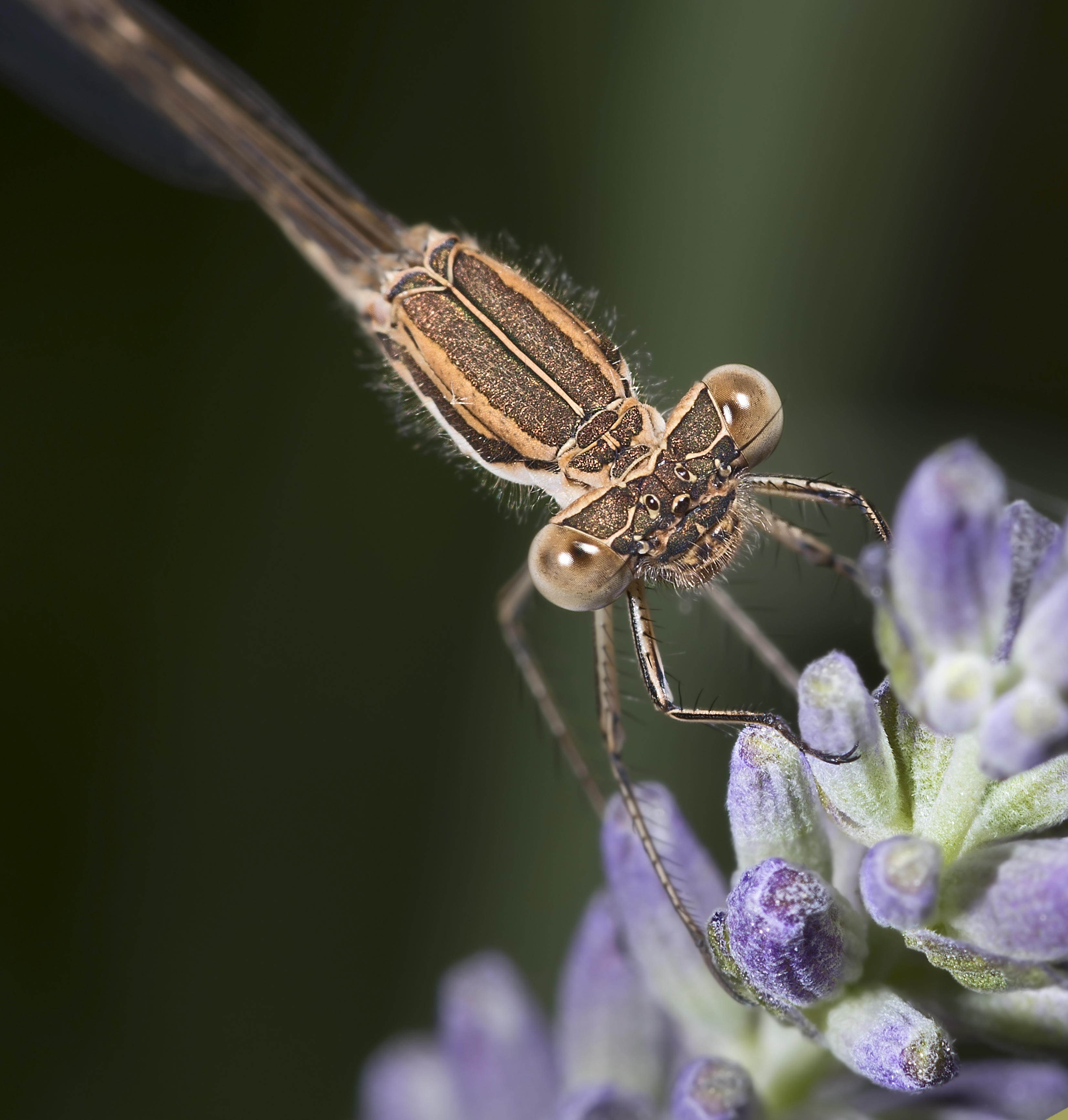
Portrait ♂ à Fronton, France
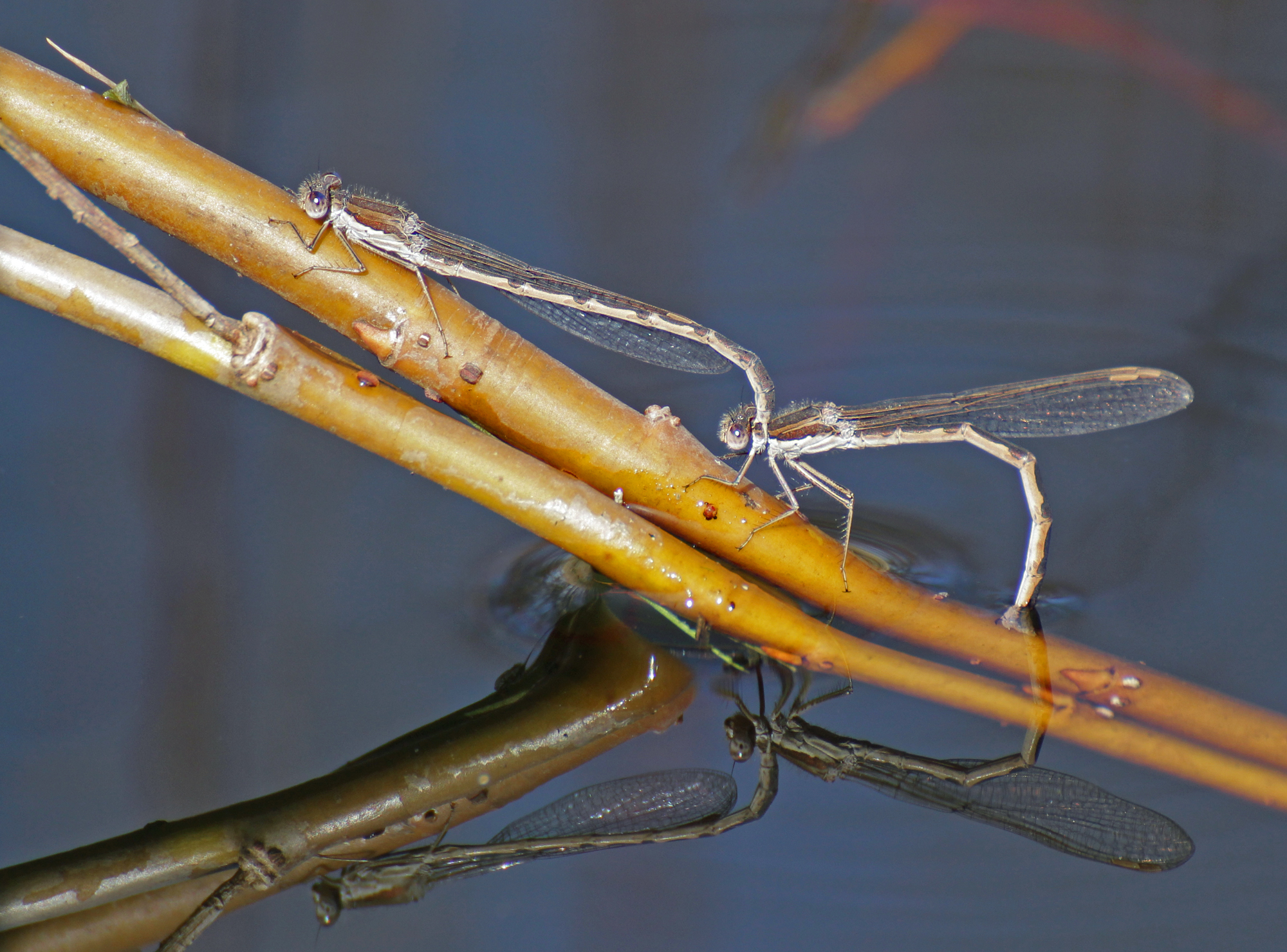
Oviposition

De petite taille et de couleur brun mat (contrairement aux autres Lestidae de coloration avec reflets métalliques), cette demoiselle est difficilement observable dans les roselières qu'elle fréquente. Au repos, ses ailes sont positionnées le long de son abdomen. Les cerques dépassent distinctement la dent basale des cercoïdes.
Cette espèce ne peut être confondue qu'avec le Leste enfant (Sympecma paedisca) qui est de son côté absent de France (depuis 1963) et de Belgique.

## Habitat et répartition
Le Leste brun pond ses oeufs au sein de roselières à faible niveau d'eau. Ses larves se développent en s'accrochant à des débris végétaux immergés. C'est une espèce pouvant habiter près de zones humides ouvertes ou semi-ouvertes. à l'Automne, les larves devenues imagos se regroupent dans des lisières de forêts, partant à la recherche d'habitats dans lesquels passer l'hiver, dans un creux d'arbre ou sous la litière. C'est une espèce de demoiselle observable de février à novembre.
L'espèce est présente au sud de l'Europe et en Europe centrale. Au nord, il est présent (bien que plus rare) jusqu'au sud de la Scandinavie tandis qu'au sud, il est présent jusqu'en Afrique du Nord. Bien que rare, il est présent partout en Belgique. Les demoiselles du genre Sympecma sont les seules libellules d'Europe à passer l'hiver sous forme d'imagos,.